# مجلس الأمن القومي (الفلبين)
مجلس الأمن القومي (بالإنجليزية: National Security Council) هو هيئة استشارية في الفلبين يرأسها رئيس الجمهورية وتوفر منتدى للتشاور بشأن قضايا الأمن القومي.

## التاريخ
أُنشئ المجلس بموجب الأمر التنفيذي رقم 330، المؤرخ في 1 يوليو 1950، في عهد الرئيس إلپيديو كويرينو. وكان بمثابة الهيئة التي تُنسق السياسات المتعلقة بالأمن القومي وتُوصي بها.

## الوظائف
يشكل مجلس الأمن القومي منتدى للنقاش وتقديم المشورة بشأن شؤون الأمن القومي. ويقوم بتحليل القضايا الاستراتيجية الرئيسية ويوصي الرئيس بإجراءات السياسة المناسبة. يضم المجلس كلاً من مجلس الأمن القومي كمجموعة، وأمانة تنفيذية تُعنى بالإعداد والتوثيق.

## التركيب
يرأس الرئيس الفلبيني المجلس، ويشمل الأعضاء مناصب حكومية رئيسية مثل نائب الرئيس، ووزراء الدفاع، والخارجية، والعدل، والداخلية، وغيرهم ممن يُدعون حسب الاقتضاء.

## الأمانة التنفيذية
تتألف الأمانة التنفيذية للمجلس من موظفين محترفين يقدمون الدعم الإداري والبحثي، كما يقومون بإعداد موجزات وتحليلات استراتيجية.